# Долище (област Кърджали)
Вижте пояснителната страница за други значения на Долище.
Долище е село в Южна България. То се намира в община Кърджали, Кърджалийска област.